# Thailändische Badmintonmeisterschaft 1964
Die Thailändische Badmintonmeisterschaft 1964 fand in Bangkok statt. Es war die 13. Austragung der nationalen Meisterschaften von Thailand im Badminton.

## Titelträger
| Disziplin    | Sieger                                |
| ------------ | ------------------------------------- |
| Herreneinzel | Somsook Boonyasukhanonda              |
| Dameneinzel  | Sumol Chanklum                        |
| Herrendoppel | Chavalert Chumkum Chuchart Vatanatham |
| Damendoppel  | nicht ausgetragen                     |
| Mixed        | Thongthot Thonglai Chinda Kangsdan    |

Anmerkungen
Die genannten Quellen listen unterschiedliche Sieger. Das Handbook führt Pratuang Pattabongse im Dameneinzel als Meisterin. Das Mixed wurde laut Handbook nicht ausgetragen.

## Referenzen
- Annual Handbook of the International Badminton Federation, London, 28. Auflage 1970, S. 297–298
- badmintonthai.or.th (Memento vom 27. März 2009 im Internet Archive)